# Ivan Oražen
Ivan Oražen, slovenski zdravnik, * 9. februar 1869, Kostanjevica na Krki, † 11. marec 1921, Zeleni hrib, Ljubljana.
Rojen kot nezakonski otrok Johane Oražen. V matični knjigi župnije Kostanjevica je vpisan z imenom Janez.